# Gauriac
Gauriac é uma comuna francesa na região administrativa da Nova Aquitânia, no departamento da Gironda. Estende-se por uma área de 5,54 km². Em 2010 a comuna tinha 753 habitantes (densidade: 135,9 hab./km²).